# Bruno Metsu
Bruno Metsu (* 28. Januar 1954 in Coudekerque-Village; † 14. Oktober 2013 ebenda) war ein französischer Fußballspieler und -trainer. Nach seiner Konversion zum Islam änderte er seinen Namen in Abdulkarim.

## Spielerkarriere
Als Jugendlicher spielte Metsu beim SC Hazebrouck und dem RSC Anderlecht. 1973 wechselte er zum damaligen französischen Zweitdivisionär USL Dunkerque, für die Saison 1974/75 wieder zu seinem Ausbildungsverein SC Hazebrouck und 1975 zur US Valenciennes, für die er bis 1979 119 Erstligapartien absolvierte. Als weitere Stationen folgten je zwei Jahre bei OSC Lille und OGC Nizza. Bis 1983 hatte Metsu 209 Erstligaeinsätze absolviert, in denen er 20 Treffer markierte.
Es schlossen sich kurze Engagements bei SCO Roubaix und AS Montferrand an. Von 1984 bis 1987 war er als Spieler, anschließend bis 1992 auch als Trainer für AS Beauvais tätig.

## Trainerlaufbahn
Nach den fünf Trainerjahren bei der AS Beauvais blieb Metsu zunächst im französischen Ligafußball tätig und arbeitete für OSC Lille (1992/93), US Valenciennes (1993/94), CS Sedan (1995–1998) und ASOA Valence (1998/99).
Ab dem Jahr 2000 trainierte er unter anderem die Nationalmannschaften des Senegal und der Vereinigten Arabischen Emirate.
Mit dem Senegal nahm er an der Fußball-Weltmeisterschaft 2002 teil, besiegte im Eröffnungsspiel den Titelverteidiger Frankreich mit 1:0 und zog ins Viertelfinale ein. Dort scheiterte die Mannschaft erst in der Verlängerung an der Türkei. Für den Senegal war es die erste WM-Teilnahme.
Ende September 2008 trat Metsu wegen anhaltender Erfolglosigkeit als Nationaltrainer der Vereinigten Arabischen Emirate zurück. Er war seit 2006 Trainer der Mannschaft gewesen. Von Oktober 2008 bis Januar 2011 war er Trainer der Nationalmannschaft von Katar.
Am 12. Juli 2012 ersetzte er Diego Maradona als Trainer von Al Wasl. Er erklärte am 26. Oktober 2012 seinen Rücktritt, nachdem bei einem Krankenhausaufenthalt in Dubai ein Kolorektales Karzinom festgestellt worden war.
Metsu starb am 14. Oktober 2013 im Alter von 59 Jahren in Coudekerque-Village im Département Nord an Krebs.